# 高温气冷堆

高溫氣冷堆作爲能源生產氫氣的示意圖。

高溫氣冷堆（HTGR，亦稱作甚高溫反應堆，VHTR）在設計上屬於第四代核反應堆，使用石墨作爲減速劑。這種反應堆不僅可以使用低濃縮鈾作爲燃料，也可以使用高濃縮鈾和钍燃料，實現钍-鈾燃料循環。其堆芯可以采用柱狀燃料元件（類似常規反應堆堆芯）或球形元件（類似球床反應堆堆芯）。從理論上講，甚高溫反應堆的出口溫度可以達到1,000 ℃，遠高於一般輕水堆。其產生的高溫使得通過熱化學硫-碘循環生産氫氣等應用成爲可能。

## 概述

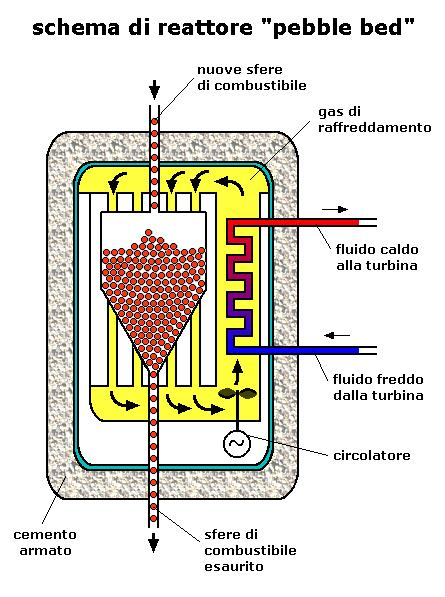
球床反應堆工作原理圖。

在實踐中，高溫氣冷堆通常被認爲就是甚高溫反應堆，因此兩個名稱經常混用，可以互換。高溫氣冷堆可以使用傳統的柱狀燃料元件（柱狀堆），也可以使用較爲新式的球形元件（英文稱作pebble，意爲卵石或石球）。從設計上看，球床堆和柱狀堆的共同點是燃料與減速劑石墨被鑄造成一個整體，但形制不同。

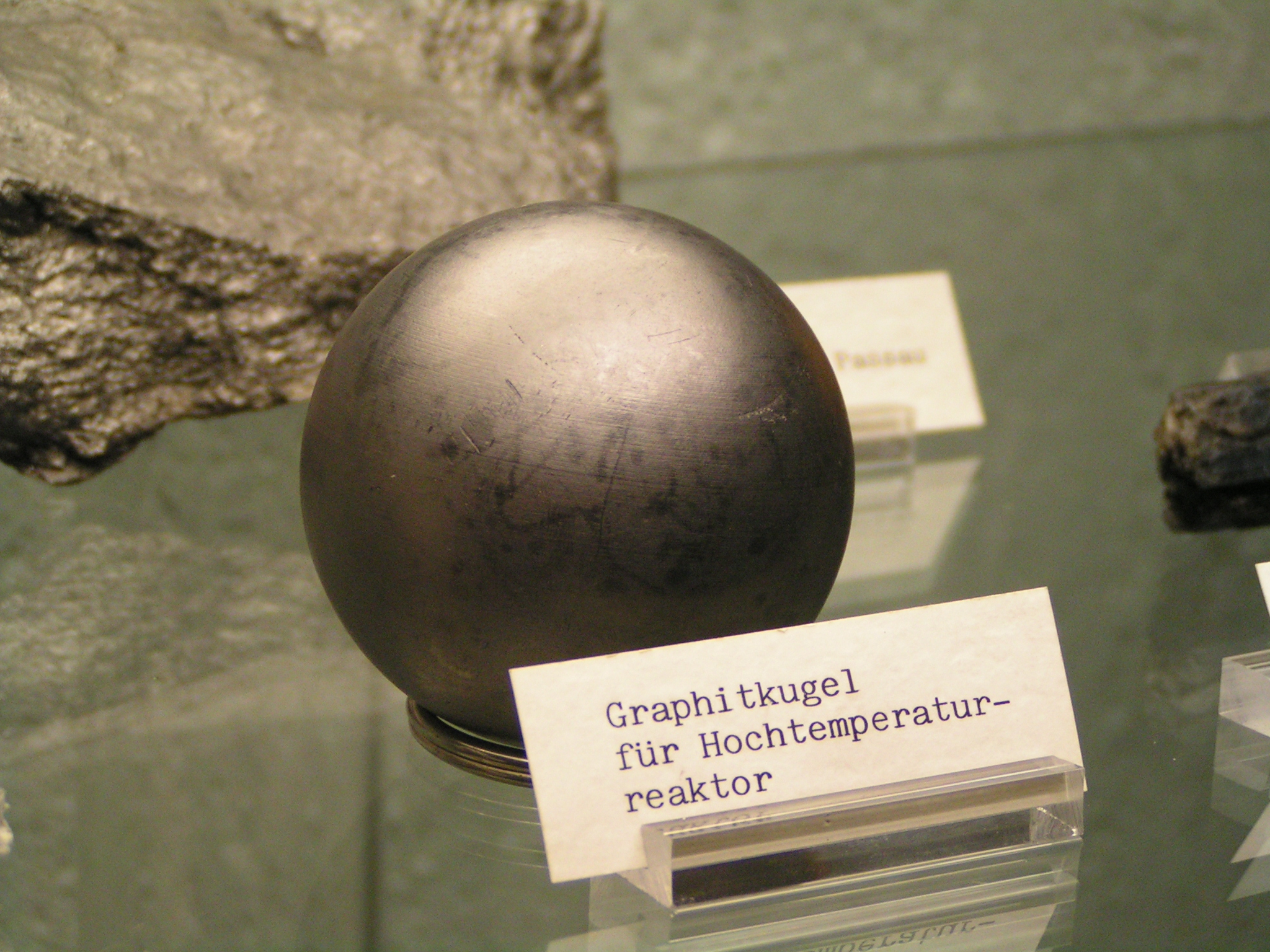
球床堆使用的燃料球，直徑約爲2.6英寸（6.7厘米）。氧化物燃料顆粒被石墨完全包覆。近來的燃料球外還包覆一層堅硬的碳化硅陶瓷層，防止石墨因互相摩擦而破裂或產生粉塵。

兩種設計有三個主要的不同點。首先是更換燃料的機制、換料間隔時間以及每次換料量不同。柱狀高溫氣冷堆必須停堆換料，和使用柱狀燃料元件的常規反應堆類似。而球床高溫氣冷堆通過堆芯上方的裝料機制不斷向堆芯送料，堆芯下方的卸料機制出料，因此燃料補充是連續性的。其次，球床高溫氣冷堆中的球形燃料元件沒有預設的冷卻劑通道。氦氣冷卻劑從堆芯上方注入，通過燃料球的間隙，自上而下的冷卻堆芯。柱狀高溫氣冷堆的燃料元件留有垂直的冷卻劑通道，氦氣自上向下流動，帶走熱量。相比之下，球床堆中冷卻劑氣體和燃料元件的接觸面積比較大，換熱過程更加有效。最後，球床高溫氣冷堆的控制棒可直接插入球形燃料元件中，不需預留控制棒孔道。而柱狀高溫氣冷堆設有控制棒孔道。
球床堆還有一個柱狀堆不具有的特色：其燃料不僅可以一次通過（once-through，即燃燒一次就廢棄），還能多次通過，即燃料多次參加裂變燃燒，直到達到足夠的燃燒深度。柱狀堆一般只能使用一次通過。

## 历史
1947年，美國克林頓實驗室電力反應堆部門的研究人員首次提出了高溫氣冷堆的概念。這個研究機構是美國橡樹嶺國家實驗室的前身。通用原子公司的福爾泰斯庫（Peter Fortescue）領導了高溫氣冷堆的開發。
美國桃樹根核電厰是第一座高溫氣冷堆電厰。作爲示範電厰，該堆從1966年運行到1974年，取得了相當成功。另一座電厰聖弗萊恩堡核電厰從1979年運行到1989年。該反應堆受到各種問題的困擾，最後因經濟因素而退役。它證實利用高溫氣冷堆產生高溫高壓蒸汽發電的概念可行。但此後美國再沒有開發新的商業性高溫高壓水力發電機組。

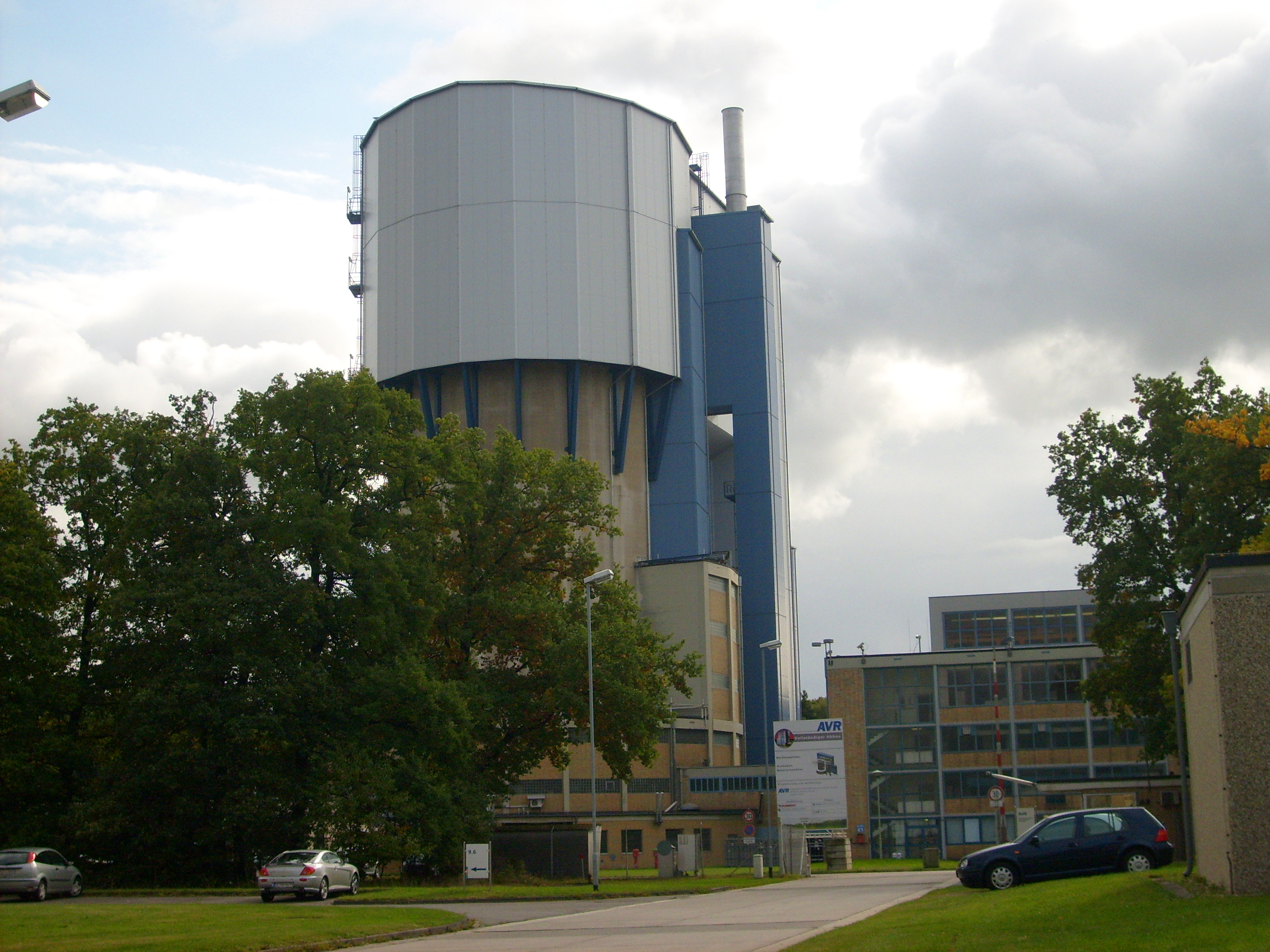
德国的实验性高温气冷堆（AVR，直译为“试验性反应堆工作组”）。

其他拥有高温气冷试验堆的国家还包括英国（龙堆）、德国（AVR反应堆和THTR-300）、日本（高温工程试验堆，使用棱柱形燃料，装机热功率爲30兆瓦）和中国（HTR-10，球床堆设计，发电量爲10兆瓦）。2021年9月12日，山东石岛湾高温气冷堆核电站成功临界，这是中华人民共和国第一座高温气冷堆商业核电站，也是世界上首座具有第四代核电站先进核能系统特征的球床模块式高温气冷站。

## 反應堆設計

### 中子減速劑
高溫氣冷堆一般使用石墨作爲中子減速劑。石墨具有較大的體積比熱容，可以承受高溫仍然維持結構穩定性。但相對於輕水和重水，石墨的減速能力較差。但石墨的中子吸收截面小。因此石墨包覆材料對核燃料的原子數密度比（簡稱碳鈾比）可以比輕水堆的相應值高很多，而不會造成減速劑對中子的過多吸收。碳鈾比達到最優最大值時，燃料的臨界裝量達到最優最小值。碳鈾比進一步增加時，石墨吸收的中子數過量， 燃料臨界裝量也必須加大。在碳鈾比的最優值附近，雖然功率密度因爲大量石墨的存在而偏低，但單位重量的核燃料發出的功率（燃料比功率）仍然很高。燃料初裝量下降意味著初始投資下降。

### 核燃料
高溫氣冷堆使用的燃料是包覆型燃料顆粒，如TRISO顆粒。包覆型燃料顆粒的燃料芯通常由二氧化鈾制成，但碳化鈾或氧碳化鈾也可以使用。氧碳化鈾含氧量較低，可以減少碳被氧化成一氧化碳導致TRISO顆粒的內部壓力上升。 TRISO顆粒要麽被分散在球形元件中，要麽被模壓成棒狀，然後插入六邊形石墨塊中。QUADRISO燃料設計可以更好地控制過度反應。

### 冷卻劑

#### 氦
迄今大部分高溫氣冷堆都使用氦氣作爲冷卻劑。氦氣化學性質穩定， 中子截面小。氦不會對反應堆部件産生化學侵蝕，密度、溫度變化對反應性影響小，容易提純淨化，粘度小，質量比熱容大。在反應堆中氦氣可以被加熱到接近1,000 ℃而不產生任何化學變化，有利於提高換能效率。

#### 熔鹽
熔鹽反應堆使用熔融的氫氟酸鹽作爲球床堆芯的冷卻劑。（section 3）這種反應堆和高溫氣冷堆有很多相似之處，區別在於後者使用氦氣作爲冷卻劑。熔鹽反應堆有很多優點，比如某些熔鹽的沸點很高 （超過1,400 ℃）、堆內壓力不高、功率高、換能效率高，以及在事故發生時能更好的防止裂變產物逸出。

### 反應控制
高溫氣冷柱狀堆中，控制棒的使用和常規輕水堆類似。高溫氣冷球床堆除了可以使用控制棒之外，還可以使用在包覆層中混入中子毒物的燃料球。

### 反應堆材料
高溫氣冷堆中的高溫、高壓、高中子通量對反應堆材料造成了嚴峻的挑戰。如果使用熔鹽冷卻劑，其化學腐蝕也是一個重要問題。（p. 46）在對第四代反應堆的一般性研究中，有學者提出，無論在有還是沒有應力存在下具有高穩定性、在老化後仍能保持其抗拉強度、延展性、蠕變並且耐腐蝕的材料，將是高溫氣冷堆的主要候選材料。其建議使用的材料包括鎳基超合金、碳化矽、特定等級的石墨、高鉻鋼和難熔合金等。

## 特點及安全
高溫氣冷堆利用了氦氣冷卻、石墨減速劑的固有安全特性（見上）。在控制裝置都失效的狀態下，球床反應堆也很難導致堆芯熔化。此設計允許高燃燒深度（接近200 GWd/t）並能較好的防止裂變産物逸出。高溫氣冷堆的設計壽命爲60年。 此反應堆熱效率可達到50%，遠高于其它設計。高溫氣冷堆可以建在冷卻水源不足的地方。其産生的熱量用于制氫氣，可用作氫能的原料。